# Remote Data Objects
Remote Data Objects (kurz RDO) bezeichnet eine veraltete Programmierschnittstelle von Microsoft auf objektorientierter Basis, um auf Datenbanksysteme zuzugreifen. Sie kam vorwiegend in Visual-Basic-Anwendungen zum Einsatz.
RDO ermöglicht Entwicklern, direkt auf Datenquellen in entfernten Rechnern zuzugreifen, ohne sich mit der komplexen ODBC-Schnittstelle befassen zu müssen. RDO stellt Funktionen zur Verfügung, um Verbindungen zu Datenbanken aufzubauen, dort Abfragen zu stellen und die Abfrageergebnisse zu bearbeiten. Außerdem unterstützt RDO Stored Procedures und Transaktionen.
Remote Data Objects war in den Versionen 4, 5, and 6 von Visual Basic enthalten. Die letzte Version ist Version 2.0.

## Verwandte Verfahren
RDO war von Microsoft als Ergänzung zur Schnittstelle Data Access Objects (DAO) konzipiert worden. Die Anfang der 90er Jahre eingeführte Datenbank Access wurde durch die Jet Engine betrieben. DAO erlaubte Entwicklern, über Programmcode auf Jet zuzugreifen. Die typischen Elemente relationaler Datenbanken wie Tabellen, Spalten, Beziehungen zwischen Tabellen und Einträge konnten damit als Programmobjekte behandelt werden.
Falls es aber nötig war, auf Daten aus vorhandenen Serverdatenbanken wie Oracle oder DB2 zuzugreifen, war DAO Einschränkungen unterworfen. Für die Kommunikation mit diesen Datenbanken wurde das Protokoll ODBC verwendet. Die Daten wurden übersetzt, so dass die externen Datenbanken gegenüber DAO wie eine Jet-Datenbank aussahen; ein komplizierter und ressourcenintensiver Vorgang. Um ODBC-Quellen schneller ansprechen zu können, wurde DAO die Schnittstelle RDO zur Seite gestellt.
RDO verwendete ein anderes Objektmodell als DAO, so dass später zusätzlich ODBCDirect eingeführt wurde, mit dem Entwickler direkt über DAO auf ODBC-Quellen zugreifen konnten, in einer mit RDO vergleichbaren Geschwindigkeit. Später wurden DAO und RDO durch ActiveX Data Objects (ADO) und OLE DB abgelöst; ADO konnte sich allerdings wegen der vorerst verminderten Funktionalität und dem weiten Einsatz von DAO nur langsam verbreiten. Die aktuelle Datenbankschnittstelle von Microsoft ist ADO.NET.